# Alcohol de cinamil
L'anomenat alcohol de cinamil és un compost orgànic que es troba esterificat formant part de la composició de l'estorac, el bàlsam del Perú, i les fulles de canyella. Forma un sòlid cristal·lí blanc quan és pur, o un oli de color groc quan és lleugerament impur. Pot ser produït per la hidròlisi de l'estorac.
L'alcohol de cinamil es troba a la naturalesa només en petites quantitats, de manera que la seva demanda industrial es sol acomplir amb una síntesi química a partir del Cinamaldehid.

## Propietats
L'alcohol de cinamil és un sòlid a temperatura ambient, formant cristalls incolors que es fonen amb un escalfament suau. Com és típic de la majoria dels alcohols, és poc soluble en aigua a temperatura ambient, però és molt soluble en els dissolvents orgànics més freqüents. El compost té una olor característica descrita com a "dolça, balsàmica, de jacint, picant, verda, pulverulenta, de cinami" i s'empra en perfumeria i com desodorant.

## Seguretat
L'Alcohol de cinamil s'ha trobat que té un efecte sensibilitzant en algunes persones i com a resultat és l'objecte d'un Restricted Standard emès per l'IFRA (Associació Internacional de Perfumeria).

## Glucósids
Rosarin i rosavin són glucósids d'alcohol cinamílic aïllats a partir de la Rhodiola rosea.